# Rita Verdonk

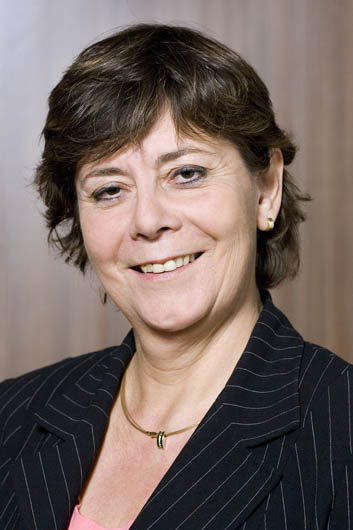
Rita Verdonk, 2006

Maria Cornelia Frederika (Rita) Verdonk (* 18. Oktober 1955 in Utrecht, Niederlande) ist eine niederländische Politikerin. Sie war für die rechtsliberale Volkspartij voor Vrijheid en Democratie (VVD) Ministerin für Integration und Einwanderung im zweiten und im dritten Kabinett von Premierminister Jan Peter Balkenende (2003–2006).
Bei der Wahl eines politischen Führers der VVD wurde sie 2006 knapp von Mark Rutte geschlagen. Obwohl sie nur auf Platz 2 der Liste stand, erhielt sie mehr Vorzugsstimmen als der Listenerste Rutte, was sehr ungewöhnlich ist und Rita Verdonk als populäre Politikerin auszeichnete. 2007 verließ sie ihre Partei, nachdem sie aus der VVD-Fraktion ausgeschlossen worden war. Daraufhin gründete sie die rechtspopulistische Partei Trots op Nederland (TON). Sie behielt ihr Mandat als Fraktionslose, verlor dieses aber bei den Neuwahlen am 9. Juni 2010. Zeitweise waren TON nach Umfragen Dutzende Sitze vorhergesagt worden.

## Leben
Verdonk besuchte das altsprachliche Gymnasium Niels Stensencollege in Utrecht, danach studierte sie Soziologie und Kriminologie an der katholischen Radboud-Universität Nimwegen.
Danach war Verdonk in der Justizverwaltung beschäftigt. Bis 1988 war sie Unterdirektorin des Gefängnisses in Scheveningen und anschließend des Gefängnisses „De Schie“ in Rotterdam. Zwischen 1992 und 1996 arbeitete sie in dem für die Führung von Jugendgefängnissen zuständigen Bereich des Justizministeriums. Von 1996 bis 1999 war Verdonk als Direktorin für den Niederländischen Geheimdienst tätig. Von 1999 bis 2003 arbeitete sie für die internationale Wirtschaftsprüfungsfirma KPMG.

## Politik
In ihrer Studentenzeit war sie ein Mitglied einer studentischen Aktivistengruppe namens Bond voor Wetsovertreders (BWO) (etwa: Bund für Gesetzesbrecher) mit engen Beziehungen zur linksgerichteten PSP (Pacifistisch Socialistische Partij). Die Gruppe setzte sich unter anderem für die Verbesserung der Haftbedingungen von Strafgefangenen ein. Obwohl Verdonk nicht mit sozialistischen Stellungnahmen auffiel, vielmehr mit Kritik am real existierenden Sozialismus, wurde sie mit dem Spitznamen „Rote Rita“ bedacht. Ein früherer Schatzmeister der BWO verdächtigte Verdonk, eine Polizei-Informantin in jenen Jahren gewesen zu sein.

### VVD-Ministerin 2002–2006
2002 wurde Verdonk Mitglied der rechtsliberalen VVD. Am 27. Mai 2003 wurde sie zur Ministerin ohne Geschäftsbereich im zweiten Kabinett Balkenende mit Zuständigkeit für den Bereich Integration und Einwanderung ernannt.
Die öffentliche Meinung über Verdonk ist sehr geteilt. Im Dezember 2005 wählten die Niederländer Verdonk zur besten Politikerin des Jahres, aber sie erreichte auch den dritten Platz auf der Liste der schlechtesten Politiker des Jahres. Ihr rigoroser Umgang mit Asylbewerbern und anderen Immigranten trug ihr den Spitznamen „Eiserne Rita“ ein, der auch auf die „Eiserne Lady“ Margaret Thatcher anspielt. Im Januar 2006 erhielt Verdonk einen niederländischen Big Brother Award.
Am 4. April 2006 gab Verdonk bekannt, dass sie die Parteiführung der VVD übernehmen möchte. Andere Kandidaten für die Parteiführerschaft waren der politisch mehr in der Mitte stehende Staatssekretär für Bildung Mark Rutte und die Abgeordnete Jelleke Veenendaal. Verdonks wichtigster politischer Berater ist Kay van de Linde, der auch als Wahlkampfleiter für Pim Fortuyn tätig war. Am 31. Mai 2006 verlor Verdonk nur knapp die Stichwahl gegen Mark Rutte mit 46 % der Stimmen.
Verdonk kündigte am 15. Mai 2006 an, dass Ayaan Hirsi Alis Einbürgerung für hinfällig erklärt und ihr die niederländische Staatsbürgerschaft aberkannt werden müsse. Ali trat am nächsten Tag von ihrem Parlamentssitz zurück. Verdonk wurde danach beschuldigt, ein politisches Spiel zu spielen, konnte jedoch der nachfolgenden lebhaften Parlamentsdebatte und dem Misstrauensvotum standhalten. Nach einem weiteren gescheiterten Misstrauensvotum am 28. Juni 2006 zog sich die Regierungspartei D66 aus dem Kabinett zurück und Premier Balkenende sah sich gezwungen, das Regierungskabinett aufzulösen. Bis zu den Neuwahlen am 22. November 2006 regierte die bisherige Koalition, ohne die D66, als Minderheitskabinett und erneut mit Verdonk als Ministerin in denselben Funktionen.
Am 12. Dezember 2006 löste Verdonk erneut eine Regierungskrise aus. Das neu gewählte Parlament sprach ihr das Misstrauen aus, da sie sich geweigert hatte, einen Parlamentsbeschluss zu akzeptieren, der sie anwies, rechtskräftig abgelehnte Asylbewerber vorerst nicht mehr auszuweisen. Gestützt wurde sie dabei allerdings von Ministerpräsident Jan Peter Balkenende, der auch seine eigene politische Zukunft mit der Position Verdonks als Ausländerministerin verknüpft hatte. Verdonks Amtszeit als Ministerin endete im Februar 2007 mit dem Amtsantritt des Kabinetts Balkenende IV, in dem die VVD nicht mehr vertreten war.
Bei den Wahlen von 2006 selbst erhielt Verdonk außergewöhnlich viele Einzelstimmen: Auf der Liste der VVD hatten mehr Wähler ein Kreuz bei ihr (der Listenzweiten) gemacht als bei dem Listenführer Mark Rutte, eine kleine Sensation und ein Zeichen für die Gespaltenheit der liberalen Partei und ihrer Wählerschaft.

### Trots op Nederland

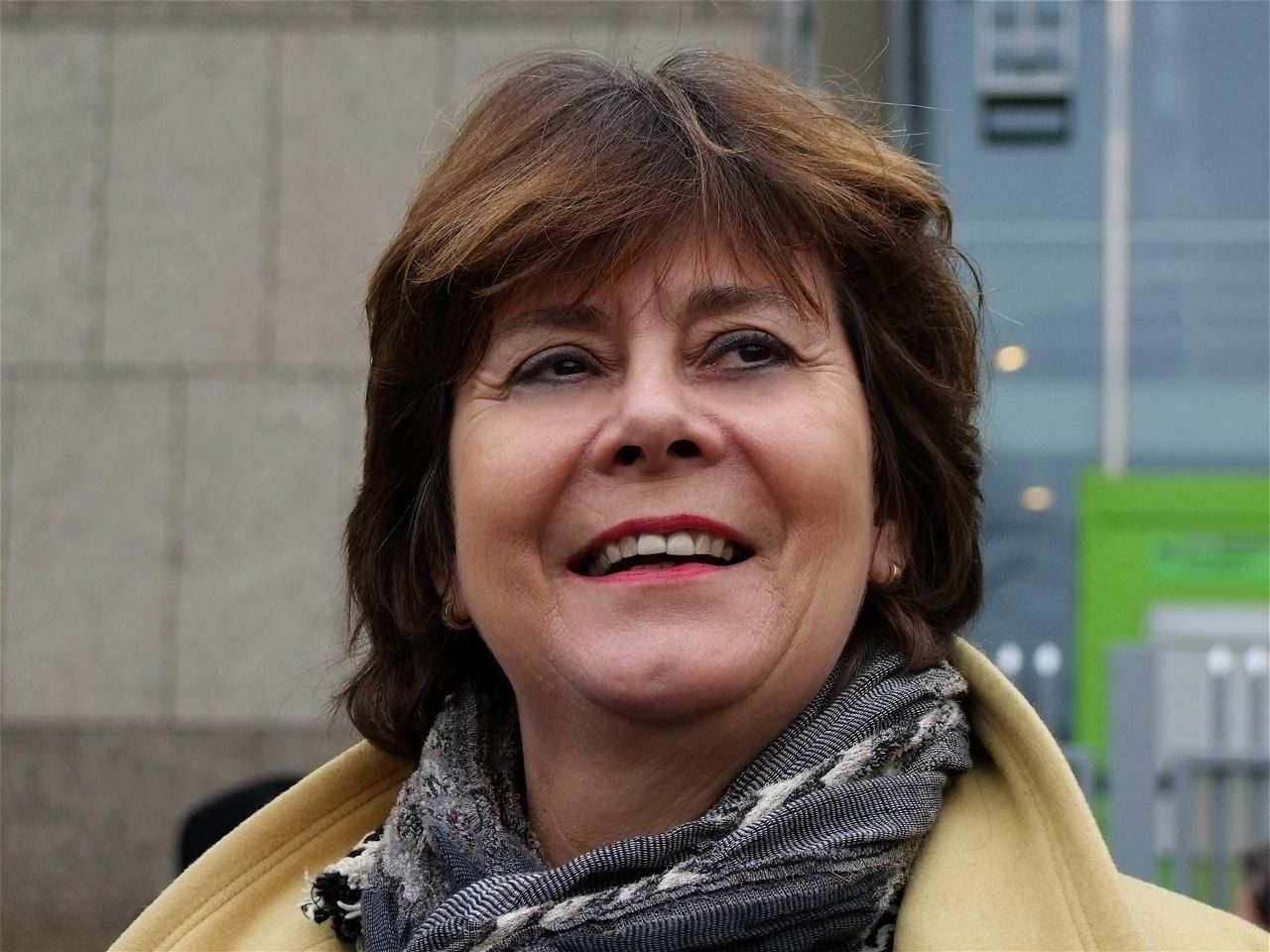
Rita Verdonk, 2009

Am 13. September 2007 wurde sie wegen wiederholter kritischer Äußerungen aus der VVD-Fraktion ausgeschlossen. Sie behielt jedoch ihr Mandat, bildete eine eigene parlamentarische Gruppe und erklärte zunächst, Mitglied der VVD bleiben zu wollen. Als die VVD-Führung ihr mit einem Parteiausschluss drohte, verkündete sie am 17. Oktober 2007 ihren Austritt und die Gründung einer neuen politischen Bewegung mit dem Namen Trots op Nederland (Stolz auf die Niederlande, TON). Am 3. April 2008 präsentierte Verdonk ihre neue Organisation offiziell der Öffentlichkeit. Während der darauf folgenden Wochen erreichte TON Umfragewerte von gut 15 Prozent. Bis zum Ende des Jahres 2008 sank der vom Politieke barometer ermittelte Zuspruch für Verdonk jedoch unter fünf Prozent.
Bei der Wahl kam die Liste mit 52.735 Stimmen auf 0,6 Prozent, so dass Rita Verdonk den Wiedereinzug ins Parlament knapp verpasste. Sie machte dafür die Medien verantwortlich, die ihr keine Aufmerksamkeit geschenkt hatten. Im März 2010 gewann TON in 39 Gemeinden 62 Mandate. Am 21. Oktober 2011 kündigte Rita Verdonk an, die Politik zu verlassen. Sie wolle neue Prioritäten in ihrem Leben setzen.

## Belege
1. ↑  Harm Ede Botje / Sander Donkers: Rita´s rode jaren. Vrij Nederland, 20. Mai 2006, archiviert vom Original am 12. Januar 2015; abgerufen am 18. September 2012 (niederländisch).
2. ↑  Minister Verdonk wint negatieve Big Brother Award. Bits of Freedom, 28. Januar 2006, abgerufen am 18. September 2012 (niederländisch).
3. ↑  Alix Rijckaert: Die Eiserne Lady der Niederlande. Der Tagesspiegel, 13. Dezember 2006, abgerufen am 18. September 2012.
4. ↑  Politieke barometer: Umfragearchiv 2008 (Memento vom 2. Dezember 2008 im Internet Archive).
5. ↑  Alle stemmen geteld: een overzicht. AD.nl, 11. Juni 2010, abgerufen am 18. September 2012 (niederländisch).
6. ↑  Verdonk lijkt van landelijk toneel verdwenen. Trouw, 9. Juni 2010, abgerufen am 18. September 2012 (niederländisch).
7. ↑  Rita Verdonk stapt uit de politiek. NOS, 11. Oktober 2011, abgerufen am 18. September 2012 (niederländisch).

| Personendaten    | Personendaten                                                        |
| ---------------- | -------------------------------------------------------------------- |
| NAME             | Verdonk, Rita                                                        |
| ALTERNATIVNAMEN  | Verdonk, Maria Cornelia Frederika (vollständiger Name); Eiserne Rita |
| KURZBESCHREIBUNG | niederländische Ministerin für Integration und Einwanderung          |
| GEBURTSDATUM     | 18. Oktober 1955                                                     |
| GEBURTSORT       | Utrecht                                                              |